# Batrachocottus baicalensis
Batrachocottus baicalensis är en fiskart som först beskrevs av Dybowski, 1874.  Batrachocottus baicalensis ingår i släktet Batrachocottus och familjen Cottocomephoridae. Inga underarter finns listade.